# Talang Piase
Talang Piase is een bestuurslaag in het regentschap Musi Banyuasin van de provincie Zuid-Sumatra, Indonesië. Talang Piase telt 2119 inwoners (volkstelling 2010).